# Славко Мијушковић
Славко Мијушковић (Котор, 28. јун 1912. — Котор, 15. децембар 1989.) је био српски историчар, истраживач историје Црне Горе и Боке которске.

## Школовање
Мијушковић се школовао у Котору, Риму и Београду. На Философском факултету Универзитета у Београду је дипломирао 1936. године. У Дубровнику и Паризу се специјализовао у областима архивистике и палеографије, а докторирао је 1965. године са тезом Которска морнарица.

## Каријера
У Државној архиви у Котору био је запослен од 1953. го 1978. године. Мијушковић је био редовни члан Црногорске академије наука и умјетности. У свом истраживачком раду претежно се бавио историјом Боке Которске и Црне Горе од средњег вијека до 1921. године. Као тематске цјелине у његовом историографском опусу издвајају се: дјеловање црногорских, брђанских, приморских и херцеговачких племена у Морејском рату, радови о Которском статуту, историја морнарице у Боки которској и оснивање и рад здравствених институција у Боки. У два наврата се темељно бавио Љетописом попа Дукљанина, и у оба наврата је своје истраживачке напоре заокружио објављивањем овог књижевног дјела. Прво Мијушковићево издање издато је у Титограду 1967. године, а дуго су издале београдска Просвета и Српска књижевна задруга које су Љетопис попа Дукљанина издале као прву књигу у серији Стара српска књижевност у 24. књиге.
И поред извјесних мањкавости, Мијушковићево издање је значајно јер је у питању фототипско издање. У својим кометарима и студијама Љетописа попа Дукљанина Мијушковић је изнео читав низ тврђења која нису наишла на подршку у историји српске књижевности. Он је заступао тезу о врло касном датовању настанка Љетописа попа Дукљанина на шта се нарочито критички осврнуо Никола Банашевић у књизи Летопис попа Дукљанина и народно предање (Београд, 1971.), гдје је критиковао и низ других Мијушковићевих тврђења. Такође Мијушковић је у свом издању Љетописа неријетко врло оштро писао о радовима ранијих издавача и истраживача овог дјела, посебно о Ферду Шишићу, иако су ове критичке опаске, по Банашевићевом мишљењу, често потпуно неосноване.
Говорећи о Србима у Боки которској и називу народног језика у Боки у документима Которског архива, записао је: За наш народни језик у старијим списима најчешће се јавља назив српски, али се понекад наилази и на израз илирски. Исто тако и у документима писаним на латинском и италијанском језику, јављају се оба израза, који се негдје потпуно изједначавају. Писао је да су припадници градске интелигенције у Боки за вријеме аустријске окупације били жестоки поборници српског језика и ћирилице.

## Важнији радови
- Племе Никшићи у Морејском рату (1684.—1699.) (1954.)
- Неке специфичности феудалних односа у Грбљу у XIV вијеку (1957.)
- Одредбе о поморству у Которском статуту (1957.)
- Књига паштровских привилегија (1959.)
- Љетопис Попа Дукљанина (1967.)
- Натписи катедрале Св. Трипуна (1965.—1966.)
- Територијална надлежност которске морнарице (1970.)
- На којим се основама заснивају тврђења о постојању организације которских помораца већ 809. године (1971.)
- Оснивање и организовање једне средњовјековне бокељске здравствено-просвјене институције (1973.)
- Борба за српски језик у Котору за вријеме аустријске владавине (1965.)
- Грађа за историју српске медицине. Документи Которског архива, том први (XIV—XV вијек) (1965., заједно са Р. Ковијанићем) [2]